# Benjamin Tyler Henry
Pour les articles homonymes, voir Henry.
Pour l'armurier britannique co-inventeur du Martini-Henry, voir Alexander Henry (armurier).
Benjamin Tyler Henry (22 mars 1821–8 juin 1898) est un armurier et fabricant américain, inventeur du fusil Henry, le premier fusil à répétition manuelle fiable, actionné par un levier de sous-garde.

## Biographie

### Carrière
Henry est né à Claremont (New Hampshire) en 1821. Dans sa jeunesse, il fait son apprentissage chez un armurier, puis, grâce à son travail, monte jusqu'à la position de contremaître d'atelier dans la société Robins & Lawrence Arms Company de Windsor (Vermont) où il travaille avec Horace Smith et Daniel B. Wesson sur un projet de fusil connu sous le nom de "Volitional Repeater".
En 1854, Horace Smith et Daniel B. Wesson créent une nouvelle entreprise avec Courtlandt Palmer et améliorent encore le fonctionnement du mécanisme, ce qui aboutit à la création du "Smith & Wesson Lever pistol" (pistolet Smith & Wesson à levier), ainsi qu'à la nouvelle cartouche Volcanic. La production s'opère dans l'échoppe d'Horace Smith à Norwich (Connecticut). À l'origine, le nom de l'entreprise est "Smith & Wesson Company", mais le nom se transforme en Volcanic Repeating Arms Company en 1855, avec l'arrivée de nouveaux investisseurs, dont un certain Oliver Winchester. La compagnie Smith & Wesson cède tous les brevets pour les armes "Volcanic" (à l'époque, elle produit tout à la fois des fusils et des pistolets dotés de ce mécanisme) ainsi que pour les munitions à la Volcanic Repeating Arms Company. Daniel B. Wesson reste directeur de l'usine pendant 8 mois avant de rejoindre Horace Smith pour fonder la "Smith & Wesson Revolver Company", dès qu'ils obtiennent les brevets du barillet Rollin White à chargement par l'arrière. Oliver Winchester organise l’insolvabilité de la Volcanic Repeating Arms Company à la fin de l'année 1856, prend le contrôle du capital et déménage l'usine à New Haven (Connecticut), où la production est réorganisée sous le nom de New Haven Arms Company en avril 1857 et Henry est engagé comme directeur de l'usine.
Le 16 octobre 1860, il fait breveter le fusil "Henry" calibre .44 à répétition, qui fait rapidement la preuve de la supériorité des armes à levier sur les champs de bataille de la Guerre de Sécession, où ils sont utilisés conjointement aux mousquets se chargeant par la bouche tels le Fusil Springfield Model 1861. Les premiers fusils Henry ne sont toutefois pas produits pour un usage militaire avant la mi-1862.
En 1864, Henry se met en colère contre ce qu'il estime être une rémunération inadéquate et tente d'obtenir des juridictions du Connecticut qu'elles lui transfèrent la propriété de la New Haven Arms Company. Oliver Winchester, se hâtant de rentrer d'Europe, le contrecarre et réorganise une nouvelle fois la New Haven Arms Company pour en faire la Winchester Repeating Arms Company. Oliver Winchester fait complètement modifier la conception basique du fusil Henry et l'améliore pour en faire la première carabine Winchester, modèle 1866, qui tire la même cartouche à percussion annulaire de calibre .44 que le Henry, mais dont le magasin est amélioré par l'addition d'une portière de chargement sur le côté droit de la culasse (inventée par Nelson King, un employé de Winchester) et, pour la première fois, un fût en bois.
B. T. Henry quitte la Winchester Repeating Arms Company sur ce conflit et travaille comme armurier indépendant jusqu'à sa mort en 1898,.

## Dans la fiction
- Dans le roman Winnetou, l'homme de la prairie, le narrateur, Old Shatterhand, rencontre à Saint-Louis (Missouri) un certain Mr. Henry, armurier, qui travaille sur un projet de carabine à répétition.

## Autres articles
- Winchester Repeating Arms Company
- Winchester 1866
- Fusil Henry